# 罗恩格林
《罗恩格林》是德国作曲家瓦格纳创作的一部三幕浪漫主义歌剧，脚本由作曲家本人编写。虽然剧中有历史成分（10世纪前叶的布拉班特），但其性质属于童话歌剧。歌剧灵感来源于中世纪沃尔夫拉姆·冯·埃申巴赫的诗篇《提特雷尔》和《帕西法尔》（德文为，其拼法有别于瓦格纳的歌剧《帕西法尔》（Parsifal））。瓦格纳在其最後完成的歌劇《帕西法尔》中再次采用了这两个诗篇中的故事。
歌剧于1850年8月28日在魏玛德国国家剧院首演，由李斯特指挥。当时瓦格纳因为参加了1849年德累斯顿革命（1848年德国革命）而被政府通缉逃亡瑞士。作曲家本人直到1861年5月15日才在维也纳第一次听到《罗恩格林》全剧的演出。

## 角色
- 捕鸟者海恩里希，德国国王（男低音）（Heinrich der Vogler）
- 罗恩格林，圣杯骑士，帕西法尔之子（男高音）（Lohengrin）
- 布拉班特的埃尔莎（女高音）（Elsa of Brabant）
- 泰拉蒙的腓特烈，布拉班特的伯爵（男中音）（Friedrich of Telramund, a Count of Brabant）
- 奥尔图德，腓特烈之妻（戏剧女高音，经常由女中音演唱）（Ortrud, Telramund's wife）
- 国王的使者（男中音）（The King's Herald）
- 四位布拉班特贵族（两男高音，两男低音）（Four Noblemen of Brabant）
- 四位宫廷伺童（两女高音，两女中音）（Four Pages）
- 高特菲公爵，埃尔莎的兄弟（默角）（Duke Gottfried, Elsa's brother）
- 还包括了各类的临时演員，如撒克逊人、图林根人、来自布拉班特的其他伯爵、贵族、贵妇、侍从、封臣和农奴等

## 历史背景
故事发生于捕鸟者亨利在位时期的布拉班特公国，是中世纪时低地国家的重要公国之一。当时王国与匈牙利发生磨擦，亨利一世尝试动员辖下各公国参与迫在眉睫的战争。他也因此到了布拉班特（Komm ich zu Euch nun, Männer von Brabant, zur Heeresfolg' nach Mainz Euch zu entbieten 意为：我现在来到你們这，布拉班特的勇士们，号召你们到美因茲打败敌人）。问题是战火将在王国东部燃起，而布拉班特却在王国西部，要鼓励当地人民成功站起來被非易事（Ob Ost, ob West, das gelte allen gleich: was deutsches Land heißt, stelle Kampfesscharen，意为：不论是东部，不论是西部，利益都是相关的：只要是德意志的人，就应该起來作战）。
实际上，在剧情时间点近百年后（公元1183年），布拉班特才正式被神圣罗马帝国升為公国。

## 剧情

### 前奏曲和第一幕
进入歌剧的故事之前，听众就能跟从前奏曲进入另一个世界。前奏曲描绘一幅圣杯王国的景象，音乐以A大调进行。 
音乐然后过渡到精神有力，但又不乏柔情的C大调至第一幕。使者宣告国王亨利一世的到来（Hört Grafen, Edle, Freie von Brabant: Heinrich der Deutschen König kam zur Statt, mit Euch zu dingen nach des Reiches Recht - gebt Ihr nun Fried' und Folge dem Gebot?）正如所提到的，亨利想在此组建一支军队，但他从腓特烈伯爵那里获悉，布拉班特的旧公爵已经逝世。在死之前，他将自己的遗孤（女儿埃尔莎和其兄高特菲）托给了泰拉蒙伯爵，高特菲虽然继承了父亲的公爵头衔，但由于年幼，布拉班特的泰拉蒙伯爵答应代替高菲特公爵进行攝政。可是高特菲却突然离奇失踪，而泰拉蒙向国王指控埃尔莎谋杀了她的兄弟高特菲。泰拉蒙解除了先前的婚约（也有故事版本指出埃尔莎从未答应过泰拉蒙的婚约，因为泰拉蒙无非只是想通过婚姻的方式掌控布拉班特）（Dem Recht auf ihre Hand, vom Vater mir verliehen, entsagt' ich willig da und gern）并与佛里斯兰人的最后一位继承人奥尔图德结婚。而奥尔图德也挑唆其丈夫，说自己亲眼看到埃尔莎将弟弟溺死于池塘中（而其实是奥尔图德使用巫术讓年幼的公爵變成天鵝）。泰拉蒙于是控告埃尔莎的谋杀，由于他也是旧公爵的近亲的缘故，他要求夺取埃尔莎父亲的公爵头衔（Dies Land doch sprech' ich für mich an mit Recht, da ich der Nächste von des Herzogs Blut. Mein Weib dazu aus dem Geschlecht, das einst auch diesen Landen seine Fürsten gab）。

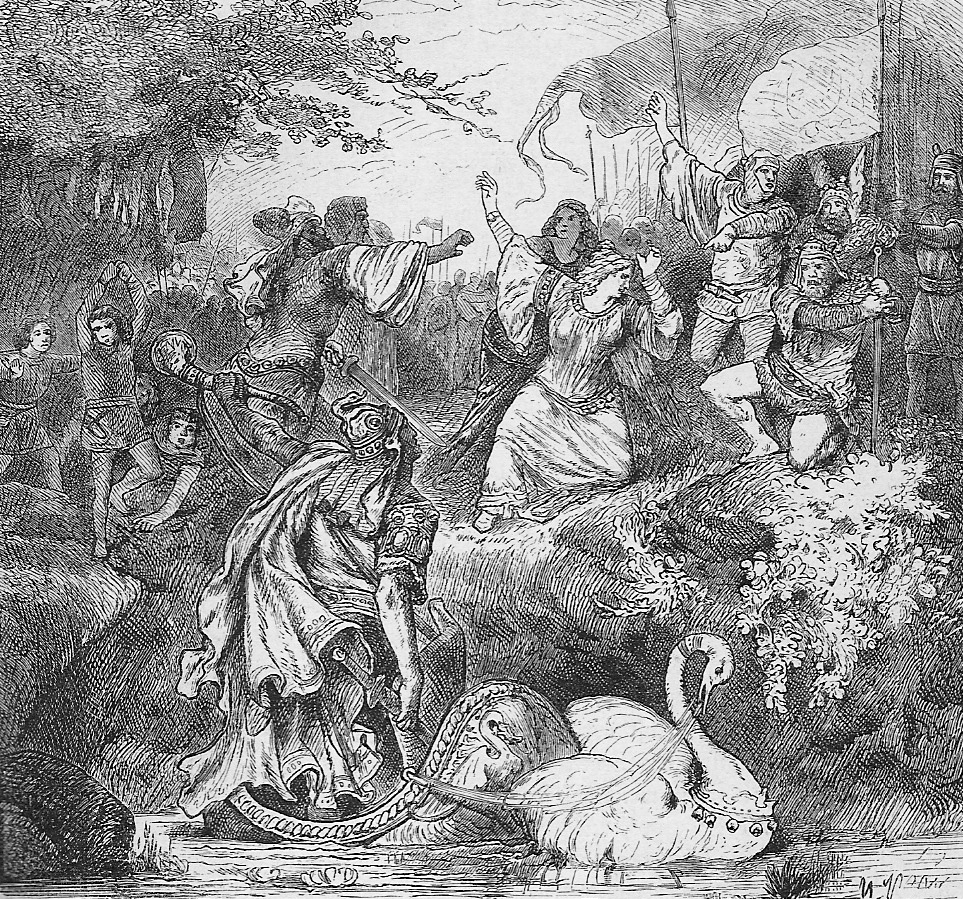
罗恩格林的降临

埃尔莎否认控罪并一直倾诉高特菲迷茫的命运，国王也无法决断了，他认为这只有天庭可定夺他们的命运，而这样的定夺将由一场決鬥告终。泰拉蒙已经是一名老将了，他欣然接受了决斗。而埃尔莎先前曾经梦到，上帝会派遣使者来保护她并替她决斗。当她向国王亨利诉说了这个梦之后，国王的使者呼唤天庭（呼了三次），果然出现了一位骑士。他站在一艘由天鹅拉着的小船上。骑士在决斗中战胜了泰拉蒙，并与埃尔莎订婚；但他有一个条件，就是永远希望埃尔莎永远也不要问这名骑士的姓名和出身（"woher ich kam der Fahrt, noch wie mein Nam' und Art"，意为：我来自何方，我的名字和身份）。从后面罗恩格林的叙述可得知，这个要求并不是出于罗恩格林爱慕虚荣，而是由于圣杯骑士的规定。
泰拉蒙在决斗中失败，这名骑士虽然有权处死他，但后者没有这样做，唱到：Durch Gottes Sieg ist jetzt dein Leben mein - ich schenk' es dir, mögst du der Reu' es weih'n（我主的胜利，使得你的生命落在我手，我将它还给你，请你不要有负于它）。

### 第二幕
第二幕开始，奥尔图德对丈夫说这样的决斗并不公平，这名骑士只是靠幻术取胜。同时她还断言，只要骑士的身体任何一部分，就是指尖被打掉，幻术就会消失。而在婚礼上遇到埃尔莎时，奥尔图德显得很内疚。埃尔莎并不记仇，一心要和奥图尔德重归于好。在一次私底下的谈话中，奥图尔德别有用心的暗示并说道：这名骑士不愿意说自己的名字，肯定是有鬼。埃尔莎努力驱除头脑中的疑虑，但是显然未能完全释怀。
场景转换，使者号聚布拉班特人并宣告，泰拉蒙竟敢对上天不敬，被依法剥夺其财产和权利并受到驱逐。那位陌生的骑士理应获得布拉班特公国的公爵头衔（Doch will der Held nicht Herzog sein genannt; ihr sollt ihn heißen "Schützer von Brabant但这位骑士不愿意接受这个封号，你们应该称他为布拉班特的保护者），但他拒绝了，唯独接受了布拉班特的庇护者的称号（Protector of Brabant）。国王的使者宣布，这名骑士会在当天与埃尔莎成婚，并会于次日与布拉班特人跟随国王出征。
在边上有一小撮人，围在泰拉蒙周围抱怨，不愿意为隔山之火而烧身。

### 第三幕
埃尔莎和这名骑士成婚。新婚之夜，响起了著名的混声四部合唱的結婚進行曲〈婚禮合唱〉。两人终于可以单独四目相对。按现在的编排，对话不会像以前那样在床上，而是在房间的大沙发上进行。埃尔莎向他保证，就算奥图尔特的话为真，她也会向他效忠。而骑士则向埃尔莎保证，自己是纯洁的（Kein Los in Gottes weiten Welten wohl edler als das meine hieß: Böt mir der König seine Krone, ich dürfte sie mit Recht verschmähn. Das einz'ge, was mein Opfer lohne, muss ich in Deiner Lieb ersehn.）。
可是埃尔莎却并没有释怀，她还是战战兢兢的开口问道了武士的姓名。这名骑士感到非常遗憾，想到为她的缘故自己已付出了许多。而在这时，泰拉蒙冲进了房间，骑士和他展开了第二次对决，并把他刺死了。
他唤来了布拉班特的贵族到国王前对峙。他对国王说到（圣杯故事）以及自己的名字，他的来历。令众人没想到的是，他就是聖杯國王的兒子——聖杯騎士羅恩格林。现在，他因为埃尔莎已提出了那破约的问题，他已不能跟随国王前去打仗了，也不会留在布拉班特，只得折返天国。他还保证国王即将到来的战争胜利（Doch, großer König, lass mich Dir weissagen: Dir Reinem ist ein großer Sieg verliehn. Nach Deutschland sollen noch in fernsten Tagen des Ostens Horden siegreich nimmer ziehn.）。走之前，羅恩格林对埃尔莎说，只要她一年之内不破除他们之间的约定，他们两人本是可以永远在一起的，而弟弟高特菲也会回来并且成为一个伟大的领主。
埃尔莎的央求，国王的诚邀，都没能使罗恩格林留下。天鹅又出现了，后面还是那条船。突然奥图尔德大声欢呼起来，她认出那天鹅就是高特菲（"Am Kettlein, das ich um ihn wand, ersah ich wohl wer jener Schwan: es ist der Erbe von Brabant!"）。
罗恩格林通过祷求，使附着在高特菲身上的巫术在到达限期之前就解除，而罗恩格林的小舟，则由一只鸽子牵引，载着他前往天国。眼见诡计败露，奥图尔德大叫一声便倒地身亡。埃尔莎后悔不已，因为伤心过度而魂归天国。
但音乐却是大调式的，这暗示到罗恩格林和埃尔莎在天国亦将重逢。

## 《罗恩格林》与路德维希二世
巴伐利亚的国王路德维希二世对《罗恩格林》极为倾倒，对天鹅武士的形象特别醉心。这位爱幻想的国王常将自己幻想或装扮成天鹅武士。他为此将自己新建的城堡命名为新天鹅堡，并且决定财政支持瓦格纳，以使得后者完成尼伯龙根的指环等大作。